# Liste der Stolpersteine in Prag-Smíchov

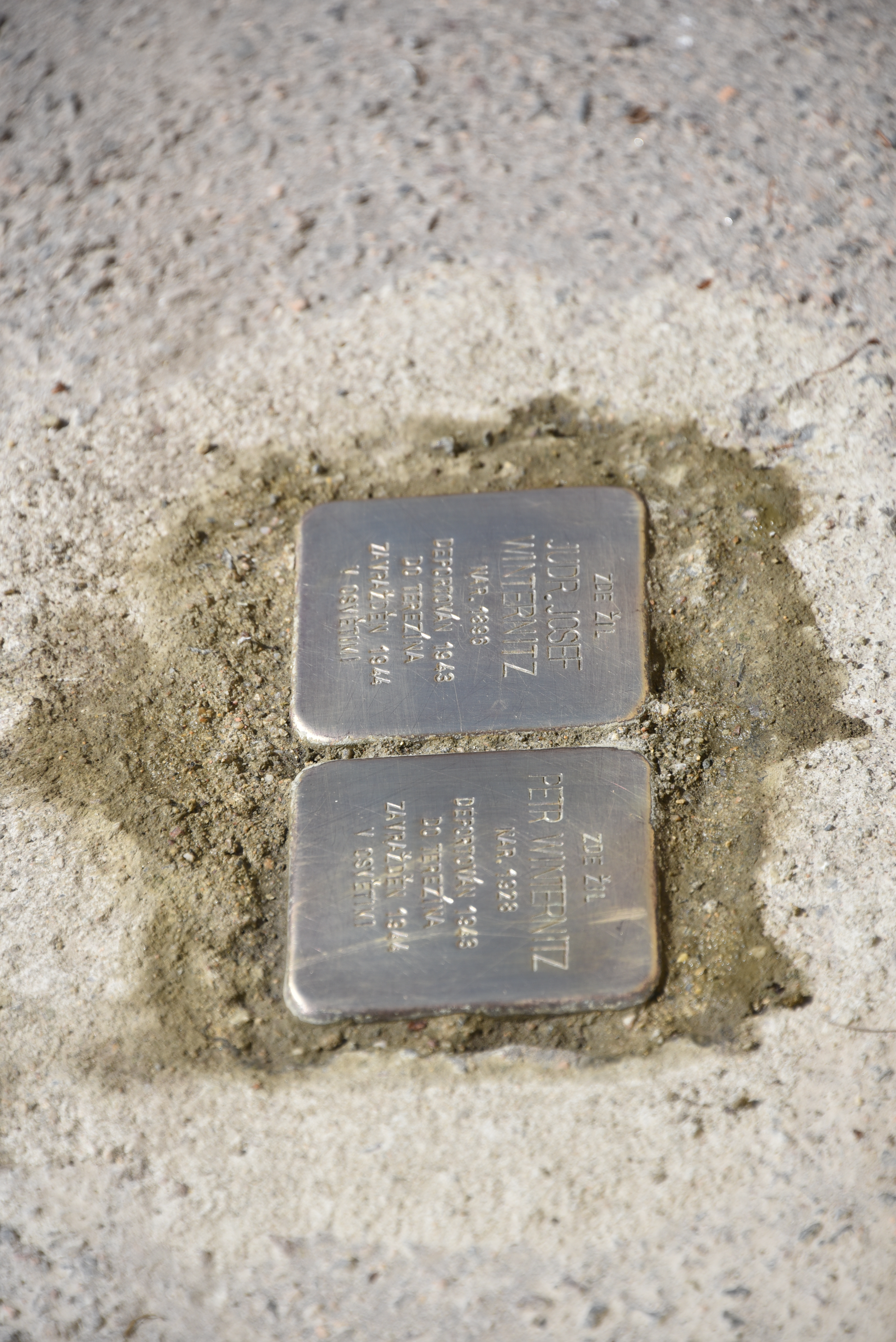
Stolpersteine für Josef und Petr Winternitz in Prag-Smíchov

Die Liste der Stolpersteine in Prag-Smíchov enthält die Stolpersteine, die im Prager Stadtviertel Smíchov verlegt wurden. Der Stadtteil gehört seit 2002 zum Bezirk Prag 4. Die Stolpersteine erinnern an das Schicksal der Menschen, welche von den Nationalsozialisten in Tschechien ermordet, deportiert, vertrieben oder in den Suizid getrieben wurden. Die Stolpersteine wurden von Gunter Demnig verlegt.
Das tschechische Stolpersteinprojekt Stolpersteine.cz wurde 2008 durch die Česká unie židovské mládeže (Tschechische Union jüdischer Jugend) ins Leben gerufen und stand unter der Schirmherrschaft des Prager Bürgermeisters. Die Stolpersteine liegen vor dem letzten selbstgewählten Wohnort des Opfers. Die Stolpersteine werden auf Tschechisch stolpersteine genannt, alternativ auch kameny zmizelých (Steine der Verschwundenen).
Die Tabellen sind teilweise sortierbar; die Grundsortierung erfolgt alphabetisch nach dem Familiennamen.

## Smíchov
| Bild | Inschrift | Standort                                    | Leben |
| ---- | --- | ------------------------------------------- | --- |
|      | HIER WOHNTE BERTA KATZOVÁ NÉE REZKOVÁ GEB. 1876 DEPORTIERT 1942 NACH THERESIENSTADT ERMORDET 1942 IN TREBLINKA | Janáčkovo nábřeží 1211/11 (Praha 5-Smíchov) | Berta Katzová wurde am 29. März 1876 geboren. Ihre letzte Adresse vor der Deportation war Prag XVI., Pekařovo nábř. 11. Am 20. Juli 1942 wurde sie mit dem Transport AAs von Prag ins KZ Theresienstadt deportiert. Ihre Transportnummer war 64 von 1.000. Am 22. Oktober 1942 wurde sie mit Transport Bx ins Vernichtungslager Treblinka deportiert. Ihre Transportnummer war jetzt 1879. Keiner der 2.033 Juden auf diesem Transport überlebte die Shoah. |
|      | HIER WOHNTE ALENA ROHATYNOVÁ GEB. 1926 DEPORTIERT 1942 NACH THERESIENSTADT ERMORDET                            | Na Václavce 1799/15 (Praha 5-Smíchov)       | Alena Rohatynová wurde am 17. Mai 1926 geboren. Ihre Mutter war Irma Rohatynová. Ihr letzter Wohnsitz vor der Deportation war in Prag XVI., Na Václavce 15. Am 30. Juli 1942 wurden sie und ihre Mutter mit dem Transport AAv von Prag ins KZ Theresienstadt deportiert. Ihre Transportnummer war 422 von 1.001. Am 20. August 1942 wurden Mutter und Tochter mit dem Transport Bb, Zug Da 402, nach Riga deportiert. Ihre Transportnummer war jetzt 222. Keiner der 1.001 Juden auf diesem Transport überlebte die Shoah. |
|      | HIER WOHNTE IRMA ROHATYNOVÁ GEB. 1886 DEPORTIERT 1942 NACH THERESIENSTADT ERMORDET                             | Na Václavce 1799/15 (Praha 5-Smíchov)       | Irma Rohatynová wurde am 1. Februar 1886 geboren. Sie hatte eine Tochter, Alena (geb. 1926), und wahrscheinlich auch einen Sohn. Ihr letzter Wohnsitz vor der Deportation war in Prag XVI., Na Václavce 15. Am 30. Juli 1942 wurden sie und ihre Tochter mit dem Transport AAv von Prag ins KZ Theresienstadt deportiert. Ihre Transportnummer war 421 von 1.001. Am 20. August 1942 wurden Mutter und Tochter mit dem Transport Bb, Zug Da 402, nach Riga deportiert. Ihre Transportnummer war jetzt 221. Keiner der 1.001 Juden auf diesem Transport überlebte die Shoah. |
|      | HIER WOHNTE JUDR. JOSEF WINTERNITZ GEB. 1896 DEPORTIERT 1943 NACH THERESIENSTADT ERMORDET 1944 IN AUSCHWITZ    | Na Cihlárce 2092/10 (Praha 5-Smíchov)       | Josef Winternitz wurde am 21. März 1896 geboren. Seine Eltern waren Isaias Winternitz (1857–1921) und Franziska geb. Pollak (1862–1933). Er schloss sein Jurastudium ab und heiratete Josefa Jenny. Das Paar hatte zwei Kinder: Suzana (geb. 1927) und Petr (geb. 1928). Zu Beginn der 1930er Jahre ließ er gemeinsam mit seiner Frau von Adolf Loos die Villa Winternitz im Stil der Klassischen Moderne errichten. Der letzte Wohnsitz der Familie vor der Deportation war in Prag XII., Mánesova 72. Am 13. Juli 1943 wurden Josef Winternitz und sein 15-jähriger Sohn mit dem Transport Di von Prag ins KZ Theresienstadt deportiert. Seine Transportnummer war 112 von 839. Am 1. Oktober 1944 wurde er mit Transport Em ins Konzentrationslager Auschwitz deportiert. Seine Transportnummer war jetzt 930 von 1.501. Dort wurde er vom NS-Regime ermordet. Sein Sohn wurde 22 Tage später ebenso nach Auschwitz deportiert und ebenso ermordet. Seine Schwester Olga Epstein, deren Mann und Tochter wurden ebenfalls vom NS-Regime ermordet. Frau und Tochter konnten die Shoah überleben. Die Tochter heiratete, hieß dann Kochannyová und brachte zumindest vier Kinder zur Welt. Josefa Jenny Winternitz starb 1979, Suzana Kochannyová im Jahr 1990. |
|      | HIER WOHNTE PETR WINTERNITZ GEB. 1928 DEPORTIERT 1943 NACH THERESIENSTADT ERMORDET 1944 IN AUSCHWITZ           | Na Cihlárce 2092/10 (Praha 5-Smíchov)       | Petr Winternitz wurde 1928 geboren. Seine Eltern waren Josef und Josefa Jenny Winternitz. Er hatte eine ältere Schwester, Suzana (geb. 1927). Am 13. Juli 1943 wurden er und sein Vater mit dem Transport Di von Prag ins KZ Theresienstadt deportiert. Seine Transportnummer war 113 von 839. Am 1. Oktober 1944 wurde sein Vater ins Konzentrationslager Auschwitz deportiert, wo er vom NS-Regime ermordet wurde. Am 23. Oktober 1944 wurde auch Petr Winternitz mit Transport Et nach Auschwitz deportiert. Seine Transportnummer war jetzt 1164 von 1.714. Auch er wurde vom NS-Regime ermordet. Mutter und Schwester konnten die Shoah überleben. |

## Verlegedaten
Die Stolpersteine in Prag wurden von Gunter Demnig persönlich an folgenden Tagen verlegt: 8. Oktober 2008, 7. November 2009, 12. Juni 2010, 13. bis 15. Juli 2011 und 17. Juli 2013 (soweit die auf der Website des Künstlers angegebenen Termine). Weitere Verlegungen erfolgten am 28. Oktober 2012, sind allerdings auf der Website nicht erwähnt. Die Stolpersteine in der Na Václavce 1799/15 müssen 2008 oder 2009 verlegt worden sein, da sie am 27. Februar 2010 fotografisch dokumentiert wurden.